# Girls' Generation (album 2011)
Girls' Generation là album phòng thu tiếng Nhật đầu tiên của nhóm nhạc nữ Hàn Quốc, Girls' Generation (tên tiếng Nhật: Shōjo Jidai), được phát hành vào ngày 1 tháng 6 năm 2011 dưới nhãn hiệu Nayutawave Records. Album được phát hành với ba phiên bản khác nhau.
Để quảng bá cho album này, Girls' Generation đã thực hiện tour diễn đầu tiên tại Nhật Bản, The 1st Japan Arena Tour, tour diễn bao gồm 14 buổi, đi qua 7 thành phố khác nhau của Nhật Bản.

## Lịch sử
Sau khi phát hành 3 đĩa đơn tiếng Nhật, bao gồm Genie, Genie, Mr.Taxi/Run Devil Run, có tin đồn là Girls' Generation sẽ phát hành album phòng thu tiếng Nhật đầu tiên của họ.
Vào ngày 13 tháng 5 năm 2011, trên trang web chính thức tại Nhật Bản của Girls' Generation đã đăng tải hình ảnh nói tới một BIG NEWS sẽ được công bố vào ngày 16 tháng 5 năm 2011. 
Vào ngày 16 tháng 5, tám tháng sau khi ra mắt tại thị trường Nhật Bản vào tháng 9 năm 2010, Girls' Generation cuối cùng cũng phát hành album tiếng Nhật đầu tiên với tựa đề Girls' Generation, cùng với danh sách ca khúc cũng được tiết lộ sau đó.
Pre-orders bắt đầu tại nhiều cửa hàng khác nhau. Trên Amazon Nhật Bản, phiên bản Deluxe Edition bán ra rất tốt và nhanh chóng leo lên vị trí thứ nhất trên bảng xếp hạng Pre-orders trong khi phiên bản Limited Edition ở vị trí thứ 5. Trên nhiều cửa hàng băng đĩa tại Nhật, Girls' Generation cũng đạt vị trí thứ nhất trong lượng đặt hàng trước với 500.000 bản dự kiến được xuất xưởng.
Album đứng đầu bảng xếp hạng hàng ngày của Oricon trong ngày đầu tiên phát hành với 73,583 bản được bán ra, Girls' Generation trở thành nhóm nhạc nữ nước ngoài đầu tiên đứng đầu Oricon trong ngày đầu tiên phát hành. Theo Oricon, album đã bán ra 231,553 bản trong tuần đầu tiên, đứng đầu bảng xếp hạng tuần của Oricon, vượt qua kỉ lục tiêu thụ trong tuần đầu tiên của một nghệ sĩ nước ngoài, kì lục trước đó thuộc về BoA với album Listen to My Heart. Một tháng sau khi phát hành, Oricon báo cáo tổng doanh thu album là 411,972 bản, xếp vị trí thứ 2 trên bảng xếp hạng tháng 6 của Oricon và trở thành album bán chạy thứ 4 trong năm 2011 trên Oricon. Ngày 8 tháng 7 năm 2011, RIAJ chứng nhận album đạt 2 đĩa bạch kim vì đã tiêu thụ trên 500,000 bản. Với kết quả này, Girls' Generation trở thành nghệ sĩ nước ngoài có thu nhập cao nhất tại Nhật Bản nửa đầu năm 2011. Vào ngày 6 tháng 9 năm 2011, Oricon báo cáo album đã tiêu thụ 581,662 bản, trở thành album bán chạy nhất của một nhóm nhạc Hàn Quốc trong lịch sử Oricon, vượt qua kỉ lục trước đó của DBSK với album  Best Selection 2010.
Hai ca khúc Mr.Taxi và Let It Rain được sử dụng làm nhạc nền cho quảng cáo Lipton Tea của Girls' Generation.

## Các phiên bản
Album được phát hành với 3 phiên bản khác nhau: Deluxe First Press Edition, Limited Period Edition, và the Regular Edition.
- Phiên bản Deluxe First Press Edition bao gồm CD album, chứa trong hộp, mini-bag đặc biệt, sách ảnh 40 trang, Deluxe Edition poster, và DVD bao gồm MV Mr. Taxi và dance version của MV Mr. Taxi, cùng với MV Genie và Gee phiên bản Nhật. Giá: 6.990 Yên.
- Phiên bản Limited Period Edition bao gồm CD album, sách ảnh 32 trang, Limited Edition poster,và DVD bao gồm MV Mr. Taxi, cùng với MV Genie và Gee phiên bản Nhật. Giá: 3.990 Yên.
- Phiên bản Regular Edition của Girls' Generation chỉ có CD album. Giá: 3.000 Yên.

## Danh sách ca khúc
| CD:              | CD:                                | CD:                               | CD: | CD:        |
| STT              | Nhan đề                            | Phổ lời                           | Phổ nhạc                                                                                                   | Thời lượng |
| ---------------- | ---------------------------------- | --------------------------------- | --- | ---------- |
| 1.               | "Mr. Taxi"                         | STY                               | STY, Scott Mann, Chad Royce, Paolo Prudencio, Allison Veltz                                                | 3:33       |
| 2.               | "Genie" (Japanese Version)         | Kanata Nakamura, Yoo Young-jin    | Fridolin Nordso Schjoldan, Nermin Harambasic, Robin Jensen, Ronny Svendsen, Anne Judith Wik, Yoo Young-jin | 3:42       |
| 3.               | "You-aholic"                       | STY                               | STY, Lindy Roberts, E.Kidd Bogart, Greg Ogan, Spencer Nezey                                                | 3:29       |
| 4.               | "Run Devil Run" (Japanese Version) | Kanata Nakamura, Hong Ji-Yu       | Alex James, Michael Busbee, Kalle Engström                                                                 | 3:21       |
| 5.               | "Bad Girl"                         | Hiro                              | Hiro, Jörgen Elofsson, Jesper Jakobson, Lauren Dyson                                                       | 3:44       |
| 6.               | "Beautiful Stranger"               | Hiro                              | Hir], Leah Haywood, Daniel James, Carl Sturken, Evan Rogers                                                | 2:42       |
| 7.               | "I'm in Love with the Hero"        | Kanata Nakamura                   | Leah Haywood, Daniel James, Kevin Christopher Ross, Bret Carlson Puchir                                    | 2:48       |
| 8.               | "Let It Rain"                      | Hiro                              | Hiro, Love, Habolin                                                                                        | 3:40       |
| 9.               | "Gee" (Japanese Version)           | Kanata Nakamura, E-Tribe          | E-Tribe | 3:21       |
| 10.              | "The Great Escape"                 | STY                               | STY, Andre Merritt, E.Kidd Bogart, Greg Ogan, Spencer Nezey                                                | 3:49       |
| 11.              | "Hoot" (Japanese Version)          | Kanata Nakamura, John Hyunkyu Lee | Alex James, Lars Halvor Jensen, Martin Michael Larsson                                                     | 3:17       |
| 12.              | "Born to Be a Lady"                | Kanata Nakamura                   | Leah Haywood, Daniel James, Shelly Peiken                                                                  | 3:56       |
| Tổng thời lượng: | Tổng thời lượng:                   | Tổng thời lượng:                  | Tổng thời lượng:                                                                                           | 41:22      |

| DVD (Limited Period Edition): | DVD (Limited Period Edition):       | DVD (Limited Period Edition): |
| STT                           | Nhan đề                             | Thời lượng                    |
| ----------------------------- | ----------------------------------- | ----------------------------- |
| 1.                            | "Mr. Taxi" (Original Version)       |                               |
| 2.                            | "Genie" (Japanese Original Version) |                               |
| 3.                            | "Gee" (Japanese Original Version)   |                               |

| DVD (Deluxe First Press Edition): | DVD (Deluxe First Press Edition):   | DVD (Deluxe First Press Edition): |
| STT                               | Nhan đề                             | Thời lượng                        |
| --------------------------------- | ----------------------------------- | --------------------------------- |
| 1.                                | "Mr. Taxi" (Original Version)       |                                   |
| 2.                                | "Mr. Taxi" (Dance Version)          |                                   |
| 3.                                | "Genie" (Japanese Original Version) |                                   |
| 4.                                | "Gee" (Japanese Original Version)   |                                   |

| Repackaged Edition (CD) | Repackaged Edition (CD)                         | Repackaged Edition (CD) |
| STT                     | Nhan đề                                         | Thời lượng              |
| ----------------------- | ----------------------------------------------- | ----------------------- |
| 1.                      | "The Boys" (Japanese version)                   | 3:51                    |
| 2.                      | "The Great Escape" (Brian Lee remix)            | 4:57                    |
| 3.                      | "Bad Girl" (The Cataracs remix – featuring Dev) | 4:30                    |
| 4.                      | "Time Machine"                                  | 3:58                    |
| 5.                      | "Mr. Taxi"                                      | 3:33                    |
| 6.                      | "Genie" (Japanese version)                      | 3:42                    |
| 7.                      | "Gee" (Japanese version)                        | 3:21                    |
| 8.                      | "I'm in Love with the Hero"                     | 2:48                    |
| 9.                      | "Hoot" (Japanese version)                       | 3:17                    |
| 10.                     | "Let It Rain"                                   | 3:40                    |
| 11.                     | "Beautiful Stranger"                            | 2:42                    |
| 12.                     | "You-aholic"                                    | 3:29                    |
| 13.                     | "Run Devil Run" (Japanese version)              | 3:21                    |
| 14.                     | "Born to Be a Lady"                             | 3:56                    |
| 15.                     | "Mr. Taxi" (Steve Aoki remix)                   | 5:08                    |
| Tổng thời lượng:        | Tổng thời lượng:                                | 56:13                   |

| Repackaged Edition (DVD) | Repackaged Edition (DVD)     | Repackaged Edition (DVD) |
| STT                      | Nhan đề                      | Thời lượng               |
| ------------------------ | ---------------------------- | ------------------------ |
| 1.                       | "The Boys" (English version) |                          |
| 2.                       | "Bad Girl"                   |                          |

## Xếp hạng và chứng nhận

### Bảng xếp hạng Nhật Bản
| Bảng xếp hạng              | Vị trí |
| -------------------------- | ------ |
| Oricon Daily albums        | 1      |
| Oricon Weekly albums       | 1      |
| Oricon Monthly albums      | 2      |
| Oricon Yearly albums       | TBA    |
| Billboard Japan Top Albums | 1      |

### Vị trí trên Oricon
| Mon | Tue | Wed | Thu | Fri | Sat | Sun | Xếp hạng tuần | Số lượng      |
| --- | --- | --- | --- | --- | --- | --- | ------------- | ------------- |
| -   | 1   | 1   | 1   | 1   | 1   | 1   | 1             | 231,553       |
| 1   | 3   | 2   | 2   | 2   | 2   | 2   | 2             | 94,105        |
| 2   | 5   | 4   | 4   | 4   | 4   | 4   | 4             | 52,876        |
| 4   | 7   | 6   | 6   | 5   | 4   | 6   | 7             | 33,483        |
| 4   | 8   | 7   | 6   | 6   | 5   | 5   | 6             | 28,026        |
| 5   | 11  | 9   | 6   | 3   | 3   | 3   | 4             | 21,761        |
| 4   | 8   | 7   | 4   | 4   | 4   | 3   | 4             | 19,210        |
| 4   | 8   | 5   | 5   | 2   | 2   | 2   | 5             | 21,093        |
| 2   | 12  | 10  | 8   | 4   | 4   | 3   | 9             | 17,547        |
| 3   | 12  | 13  | 8   | 7   | 5   | 5   | 7             | 14,176        |
| 5   | 14  | 13  | 10  | 8   | 5   | 6   | 9             | 14,846        |
| 4   | 7   | 8   | 7   | 7   | 7   | 8   | 7             | 14,070        |
| 5   | 16  | 10  | 8   | 8   | 6   | 8   | 9             | 10,698        |
| 6   | 13  | 12  | 11  | 11  | 8   | 11  | 12            | 8,272         |
| 7   | 18  | 17  | 15  | 13  | 10  | 10  | 14            | 7,424         |
| 7   | 23  | 16  | 10  | 6   | 5   | 12  | 9             | 5,551         |
| 5   | 25  | 18  | 19  | 13  | 13  | 13  | 19            | 5,696         |
| 9   | -   | 18  | 18  | 10  | 16  | 11  | 18            | 5,088         |
| 8   | -   | 27  | 22  | 22  | 14  | 15  | 25            | 4,411         |
| 13  | 30  | 24  | 22  | 20  | 16  | 21  | 24            | 4,361         |
| 15  | 30  | -   | -   | -   | -   | -   | 23            | 4,241         |
| -   | -   | -   | -   | -   | -   | -   | 26            | 3,610         |
| -   | -   | -   | -   | -   | -   | -   | 28            | 3,789         |
| -   | -   | -   | -   | -   | 14  | 13  | 21            | 3,603         |
| 15  | -   | -   | -   | 25  | 14  | 26  | 31            | 2,580         |
| 11  | -   | -   | -   | -   | -   | -   | -             | -             |
|     |     |     |     |     |     |     |               | Tổng: 632,016 |

### Bảng xếp hạng Đài Loan
| Bảng xếp hạng              | Vị trí |
| -------------------------- | ------ |
| G-Music J-POP Weekly Chart | 1      |

### Chứng nhận
| Bảng xếp hạng                        | Chứng nhận                 |
| ------------------------------------ | -------------------------- |
| RIAJ physical shipping certification | Double Platinum (500,000+) |

## Lịch sử phát hành
| Định dạng | Quốc gia    | Ngày                 | Nhãn hiệu              |
| --------- | ----------- | -------------------- | ---------------------- |
| CD        | Nhật Bản    | 1 tháng 6 năm 2011   | Nayutawave Records     |
| CD        | Đài Loan    | 17 tháng 6 năm 2011  | Universal Music Taiwan |
| CD        | Philippines | 29 tháng 10 năm 2011 | Universal Music Group  |
| download  | Hàn Quốc    | 13 tháng 7 năm 2011  | SM Entertainment       |